# A liga NSO Zadar 1977./78.
A liga Nogometnog saveza općine Zadar, također i kao 'Općinska "A" nogometna liga Zadar, A liga Zadarskog nogometnog saveza je predstavljala prvi stupanj općinske nogometne lige u organizaciji NSO Zadar, te ligu petog stupnja nogometnog prvenstva Jugoslavije u sezoni 1977./78. 
 Sudjelovalo je 12 klubova, a prvak lige je bio "Goran" iz Bibinja.

## Ljestvica
| mj. | klub                    | ut. | pob. | ner. | por. | gol+ | gol- | bod |
| --- | ----------------------- | --- | ---- | ---- | ---- | ---- | ---- | --- |
| 1.  | Goran Bibinje           | 21  | 16   | 3    | 2    | 49   | 15   | 35  |
| 2.  | Omladinac Zadar         | 21  | 11   | 5    | 5    | 47   | 26   | 27  |
| 3.  | Sloboda Posedarje       | 21  | 12   | 3    | 6    | 35   | 22   | 27  |
| 4.  | Zlatna Luka Sukošan     | 21  | 12   | 3    | 6    | 50   | 30   | 26  |
| 5.  | Dalmatinac Crno         | 21  | 9    | 6    | 6    | 33   | 31   | 24  |
| 6.  | Škabrnja                | 21  | 8    | 3    | 10   | 38   | 44   | 19  |
| 7.  | Hajduk Pridraga         | 20  | 8    | 2    | 10   | 33   | 32   | 18  |
| 8.  | Zemunik (Zemunik Donji) | 21  | 6    | 5    | 9    | 20   | 37   | 17  |
| 9.  | Polača                  | 20  | 6    | 4    | 10   | 24   | 37   | 16  |
| 10. | Smoković                | 21  | 4    | 3    | 14   | 16   | 31   | 11  |
| 11. | Sabunjar Privlaka       | 20  | 4    | 3    | 13   | 24   | 53   | 11  |
| 12. | Ciglar Nin              | 11  | 3    | 1    | 7    | 12   | 30   | 7   |

- ljestvica bez rezultata jedne utakmice
- "Ciglar" iz Nina odustao tijekom sezone

## Rezultatska križaljka
| kratica | klub                    | DAL | GOR | HAJ | OML | POL | SAB | SLO | SMO | ŠKA | ZEM | ZLL | CIG |
| --- | ----------------------- | --- | --- | --- | --- | --- | --- | --- | --- | --- | --- | --- | --- |
| DAL | Dalmatinac Crno         |     |     |     |     |     |     | 1:3 |     |     |     |     |     |
| GOR | Goran Bibinje           |     |     |     |     |     |     |     | 2:0 |     |     |     |     |
| HAJ | Hajduk Pridraga         |     | 1:0 |     |     |     |     |     |     |     |     |     |     |
| OML | Omladinac Zadar         |     |     |     |     | 6:1 |     |     |     | 7:2 |     |     |     |
| POL | Polača                  |     |     |     |     |     |     |     |     |     |     | 3:2 |     |
| SAB | Sabunjar Privlaka       |     | 0:2 |     |     |     |     |     |     |     |     |     |     |
| SLO | Sloboda Posedarje       |     |     |     | 2:2 |     |     |     |     |     |     |     |     |
| SMO | Smoković                |     |     | 2:3 |     |     |     |     |     |     | 2:1 |     |     |
| ŠKA | Škabrnja                | 6:1 |     |     |     |     |     |     |     |     |     |     |     |
| ZEM | Zemunik (Zemunik Donji) |     |     | 2:1 |     |     | 1:0 |     |     |     |     |     |     |
| ZLL | Zlatna Luka Sukošan     |     |     |     |     |     |     | 5:0 |     |     | 2:4 |     |     |
| CIG | Ciglar Nin              |     |     |     |     |     |     |     |     |     |     |     |     |
| |                         |     |     |     |     |     |     |     |     |     |     |     |     |
| podebljan rezultat - utakmice od 1. do 11. kola (1. utakmica između klubova) rezultat normalne debljine - utakmice od 12. do 22. kola (2. utakmica između klubova) rezultat nakošen - nije vidljiv redoslijed odigravanja međusobnih utakmica iz dostupnih izvora rezultat nakošen i smanjen * - iz dostupnih izvora nije uočljiv domaćin susreta prekrižen rezultat - poništena ili brisana utakmica p - utakmica prekinuta 3:0 p.f. / 0:3 p.f. - rezultat 3:0 bez borbe n.i. - utakmica nije igrana |                         |     |     |     |     |     |     |     |     |     |     |     |     |

 Izvori: 

## Unutarnje poveznice
- Dalmatinska liga 1977./78.
- Liga NSO Šibenik 1977./78.
- Međuopćinska liga Dubrovnik – Metković – Korčula – Lastovo 1977./78.
- Međuopćinska liga Split – Makarska 1977./78.
- B liga NSO Zadar 1977./78.